# Torneo Clausura 2013 (Guatemala)
El Torneo Clausura 2013 fue el 28.º torneo corto del fútbol guatemalteco, dando fin a la temporada 2012-13 de la Liga Nacional de Fútbol de Guatemala.

## Equipos

### Equipos participantes
| Club                                   | Ciudad              | Departamento   | Estadio                         | Capacidad |
| -------------------------------------- | ------------------- | -------------- | ------------------------------- | --------- |
| Club Social y Deportivo Comunicaciones | Ciudad de Guatemala | Guatemala      | Estadio Cementos Progreso       | 17.000    |
| Club Social y Deportivo Municipal      | Ciudad de Guatemala | Guatemala      | Estadio Manuel Felipe Carrera   | 10.000    |
| Club Social y Deportivo Suchitepéquez  | Mazatenango         | Suchitepéquez  | Estadio Carlos Salazar Hijo     | 10.000    |
| Deportivo Malacateco                   | Malacatán           | San Marcos     | Estadio Santa Lucía             | 3.000     |
| Deportivo Marquense                    | San Marcos          | San Marcos     | Estadio Marquesa de la Ensenada | 10.000    |
| Deportivo Mictlán                      | Asunción Mita       | Jutiapa        | Estadio La Asunción             | 8.000     |
| Deportivo Petapa                       | San Miguel Petapa   | Guatemala      | Estadio Julio A. Cobar          | 7.500     |
| Halcones F.C.                          | La Democracia       | Huehuetenango  | Estadio Comunal de La Mesilla   | 10.000    |
| Heredia                                | Morales             | Izabal         | Estadio Del Monte               | 3.000     |
| Juventud Escuintleca                   | Escuintla           | Escuintla      | Estadio Armando Barillas        | 10.000    |
| Universidad de San Carlos              | Ciudad de Guatemala | Guatemala      | Estadio Revolución              | 10.000    |
| Xelajú Mario Camposeco                 | Quetzaltenango      | Quetzaltenango | Estadio Mario Camposeco         | 11.000    |

### Equipos por Departamento
| Departamento   | N.º | Equipos                              |
| -------------- | --- | ------------------------------------ |
| Guatemala      | 4   | Comunicaciones Municipal Petapa USAC |
| San Marcos     | 2   | Malacateco Marquense                 |
| Escuintla      | 1   | Juventud Escuintleca                 |
| Huehuetenango  | 1   | Halcones F.C.                        |
| Jutiapa        | 1   | Mictlán                              |
| Izabal         | 1   | Heredia                              |
| Quetzaltenango | 1   | Xelajú                               |
| Suchitepéquez  | 1   | Suchitepéquez                        |

## Posiciones
|  | Pos. | Equipos              | PJ | PG | PE | PP | GF | GC | Dif. | PTS | Clasificación    |
|  | ---- | -------------------- | -- | -- | -- | -- | -- | -- | ---- | --- | ---------------- |
|  | 1º   | Comunicaciones       | 22 | 13 | 5  | 4  | 30 | 14 | +16  | 44  | Cuartos de final |
|  | 2º   | Heredia              | 22 | 11 | 6  | 5  | 44 | 25 | +19  | 39  | Cuartos de final |
|  | 3º   | Malacateco           | 22 | 10 | 5  | 6  | 24 | 18 | +6   | 38  | Cuartos de final |
|  | 4º   | Suchitepéquez        | 22 | 10 | 3  | 9  | 31 | 30 | +1   | 33  | Cuartos de final |
|  | 5º   | Halcones La Mesilla  | 22 | 10 | 3  | 9  | 29 | 28 | +1   | 33  | Cuartos de final |
|  | 6º   | Marquense            | 22 | 10 | 2  | 10 | 37 | 26 | +11  | 32  | Cuartos de final |
|  | 7º   | Universidad SC       | 22 | 9  | 3  | 10 | 28 | 32 | -4   | 30  | Cuartos de final |
|  | 8º   | Xelajú MC            | 22 | 9  | 3  | 10 | 26 | 31 | -5   | 30  | Cuartos de final |
|  | 9°   | Juventud Retalteca   | 22 | 8  | 5  | 9  | 23 | 30 | -7   | 29  |                  |
|  | 10º  | Petapa               | 22 | 6  | 6  | 10 | 21 | 31 | -10  | 24  |                  |
|  | 11º  | Municipal            | 22 | 5  | 5  | 12 | 19 | 27 | -8   | 20  |                  |
|  | 12º  | Juventud Escuintleca | 22 | 6  | 2  | 14 | 18 | 38 | -20  | 20  |                  |
|  |      |                      |    |    |    |    |    |    |      |     |                  |

## Resultados
Los horarios corresponden a la Hora Centroamericana UTC-6 en horario estándar sin horario de verano.

### Primera Vuelta
| Universidad SC       | 0 - 0 | Malacateco         | Revolución          | 19 de enero | 15:05 | 275   |
| Comunicaciones       | 1 - 0 | Petapa             | Cementos Progreso   | 19 de enero | 18:00 | 1,263 |
| Juventud Escuintleca | 1 - 1 | Juventud Retalteca | Armando Barillas    | 19 de enero | 20:00 | 900   |
| Suchitepéquez        | 2 - 0 | Xelajú MC          | Carlos Salazar Hijo | 20 de enero | 11:00 | 1,746 |
| Halcones F.C.        | 2 - 0 | Municipal          | Los Cuchumatanes    | 20 de enero | 12:00 | 625   |
| Heredia              | 2 - 1 | Marquense          | Del Monte           | 20 de enero | 12:00 | 481   |

| Marquense  | 2 - 0 | Suchitepéquez        | Marquesa de la Ensenada | 26 de enero   | 12:00 | 595   |
| Malacateco | 2 - 0 | Heredia              | Santa Lucía             | 26 de enero   | 15:00 | 842   |
| Petapa     | 1 - 2 | Universidad SC       | Julio Armando Cobar     | 26 de enero   | 20:00 | 1,631 |
| Xelajú MC  | 3 - 1 | Juventud Escuintleca | Mario Camposeco         | 26 de enero   | 20:00 | 3,650 |
| Mictlán    | 3 - 0 | Halcones F.C.        | La Asunción             | 27 de enero   | 11:00 | 595   |
| Municipal  | 0 - 1 | Comunicaciones       | Mateo Flores            | 20 de febrero | 20:00 | 1,685 |

| Comunicaciones       | 2 - 0 | Universidad SC | Cementos Progreso     | 2 de febrero | 18:00 | 1,373 |
| Suchitepéquez        | 3 - 1 | Malacateco     | Carlos Salazar Hijo   | 2 de febrero | 18:00 | 1,144 |
| Mictlán              | 1 - 1 | Municipal      | La Asunción           | 3 de febrero | 11:00 | 1,504 |
| Heredia              | 3 - 0 | Petapa         | Del Monte             | 3 de febrero | 12:00 | 349   |
| Juventud Escuintleca | 2 - 0 | Marquense      | Armando Barillas      | 3 de febrero | 12:00 | 868   |
| Halcones F.C.        | 3 - 1 | Xelajú MC      | Comunal de La Mesilla | 3 de febrero | 15:15 | 222   |

| Malacateco     | 5 - 0 | Juventud Escuintleca | Santa Lucía             | 9 de febrero  | 15:00 | 682   |
| Comunicaciones | 1 - 0 | Heredia              | Cementos Progreso       | 9 de febrero  | 18:00 | 1,188 |
| Petapa         | 1 - 1 | Suchitepéquez        | Julio Armando Cobar     | 9 de febrero  | 20:00 | 1,343 |
| Xelajú MC      | 2 - 0 | Mictlán              | Mario Camposeco         | 9 de febrero  | 20:00 | 3,046 |
| Marquense      | 3 - 1 | Halcones F.C.        | Marquesa de la Ensenada | 10 de febrero | 11:00 | 518   |
| Universidad SC | 2 - 1 | Municipal            | Revolución              | 10 de febrero | 11:05 | 2,173 |

| Suchitepéquez        | 0 - 2 | Comunicaciones | Carlos Salazar Hijo   | 16 de febrero | 18:00 | 3,624 |
| Mictlán              | 1 - 0 | Marquense      | La Asunción           | 17 de febrero | 11:00 | 606   |
| Municipal            | 0 - 1 | Xelajú MC      | Mateo Flores          | 17 de febrero | 11:00 | 2,333 |
| Heredia              | 2 - 0 | Universidad SC | Del Monte             | 17 de febrero | 12:00 | 618   |
| Juventud Escuintleca | 3 - 1 | Petapa         | Armando Barillas      | 17 de febrero | 12:00 | 844   |
| Halcones F.C.        | 2 - 0 | Malacateco     | Comunal de La Mesilla | 17 de febrero | 15:15 | 179   |

| Malacateco     | 2 - 0 | Mictlán              | Santa Lucía             | 23 de febrero | 15:00 | 687   |
| Universidad SC | 0 - 2 | Suchitepéquez        | Revolución              | 23 de febrero | 15:05 | 907   |
| Comunicaciones | 2 - 0 | Juventud Escuintleca | Cementos Progreso       | 23 de febrero | 18:00 | 1,623 |
| Marquense      | 4 - 0 | Xelajú MC            | Marquesa de la Ensenada | 24 de febrero | 11:00 | 1,871 |
| Heredia        | 1 - 0 | Municipal            | Del Monte               | 24 de febrero | 12:00 | 1,984 |
| Petapa         | 0 - 0 | Halcones F.C.        | Julio Armando Cobar     | 24 de febrero | 15:00 | 1,134 |

| Municipal            | 0 - 1 | Marquense      | Manuel Felipe Carrera | 27 de febrero | 12:30 | 1,387 |
| Mictlán              | 3 - 0 | Petapa         | La Asunción           | 27 de febrero | 15:00 | 521   |
| Suchitepéquez        | 2 - 2 | Heredia        | Carlos Salazar Hijo   | 27 de febrero | 15:00 | 822   |
| Juventud Escuintleca | 2 - 1 | Universidad SC | Armando Barillas      | 27 de febrero | 20:00 | 1,000 |
| Xelajú MC            | 0 - 1 | Malacateco     | Mario Camposeco       | 27 de febrero | 20:30 | 2,392 |
| Halcones F.C.        | 0 - 0 | Comunicaciones | Comunal de La Mesilla | 28 de febrero | 15:15 | 550   |

| Universidad SC | 1 - 0 | Halcones F.C.        | Revolución          | 2 de marzo | 15:05 | 305   |
| Comunicaciones | 1 - 0 | Mictlán              | Cementos Progreso   | 2 de marzo | 18:00 | 2,322 |
| Suchitepéquez  | 1 - 1 | Municipal            | Carlos Salazar Hijo | 2 de marzo | 18:00 | 1,239 |
| Petapa         | 3 - 0 | Xelajú MC            | Julio Armando Cobar | 2 de marzo | 20:00 | 1,269 |
| Heredia        | 2 - 0 | Juventud Escuintleca | Del Monte           | 3 de marzo | 12:00 | 544   |
| Malacateco     | 1 - 0 | Marquense            | Santa Lucía         | 3 de marzo | 15:00 | 1,003 |

| Xelajú MC            | 1 - 1 | Comunicaciones | Mario Camposeco         | 9 de marzo  | 18:00 | 3,950 |
| Juventud Escuintleca | 1 - 0 | Suchitepéquez  | Armando Barillas        | 9 de marzo  | 20:00 | 1,395 |
| Marquense            | 4 - 1 | Petapa         | Marquesa de la Ensenada | 10 de marzo | 11:00 | 763   |
| Mictlán              | 1 - 0 | Universidad SC | La Asunción             | 10 de marzo | 11:00 | 538   |
| Municipal            | 0 - 0 | Malacateco     | Manuel Felipe Carrera   | 10 de marzo | 11:00 | 1,736 |
| Halcones F.C.        | 1 - 1 | Heredia        | Comunal de La Mesilla   | 10 de marzo | 15:15 | 158   |

| Suchitepéquez        | 3 - 0 | Halcones F.C. | Carlos Salazar Hijo | 16 de marzo | 18:00 | 661   |
| Juventud Escuintleca | 1 - 0 | Municipal     | Armando Barillas    | 16 de marzo | 20:00 | 3,000 |
| Petapa               | 2 - 0 | Malacateco    | Julio Armando Cobar | 16 de marzo | 20:00 | 1,333 |
| Universidad SC       | 2 - 0 | Xelajú MC     | Revolución          | 17 de marzo | 11:05 | 730   |
| Heredia              | 1 - 1 | Mictlán       | Del Monte           | 17 de marzo | 12:00 | 487   |
| Comunicaciones       | 0 - 0 | Marquense     | Cementos Progreso   | 17 de marzo | 18:00 | 1,729 |

| Municipal     | 0 - 0 | Petapa               | Manuel Felipe Carrera   | 20 de marzo | 12:30 | 1,688 |
| Malacateco    | 2 - 1 | Comunicaciones       | Santa Lucía             | 20 de marzo | 15:00 | 1,100 |
| Marquense     | 1 - 0 | Universidad SC       | Marquesa de la Ensenada | 20 de marzo | 15:00 | 704   |
| Mictlán       | 1 - 0 | Suchitepéquez        | La Asunción             | 20 de marzo | 15:00 | 538   |
| Halcones F.C. | 4 - 0 | Juventud Escuintleca | Comunal de La Mesilla   | 20 de marzo | 15:15 | 137   |
| Xelajú MC     | 2 - 1 | Heredia              | Mario Camposeco         | 20 de marzo | 21:00 | 2,313 |

### Segunda Vuelta
| Municipal  | 3 - 2 | Halcones F.C.        | Manuel Felipe Carrera   | 27 de marzo | 12:30 | 3,310 |
| Malacateco | 2 - 0 | Universidad SC       | Santa Lucía             | 27 de marzo | 15:00 | 954   |
| Mictlán    | 2 - 1 | Juventud Escuintleca | La Asunción             | 27 de marzo | 15:00 | 912   |
| Marquense  | 3 - 4 | Heredia              | Marquesa de la Ensenada | 27 de marzo | 20:00 | 1,587 |
| Petapa     | 1 - 0 | Comunicaciones       | Julio Armando Cobar     | 27 de marzo | 20:00 | 3,973 |
| Xelajú MC  | 5 - 1 | Suchitepéquez        | Mario Camposeco         | 27 de marzo | 21:00 | 4,820 |

| Universidad SC       | 2 - 2 | Petapa     | Revolución            | 6 de abril | 15:05 | 666   |
| Suchitepéquez        | 1 - 0 | Marquense  | Carlos Salazar Hijo   | 7 de abril | 11:00 | 566   |
| Heredia              | 2 - 0 | Malacateco | Del Monte             | 7 de abril | 12:00 | 636   |
| Juventud Escuintleca | 0 - 0 | Xelajú MC  | Armando Barillas      | 7 de abril | 12:00 | 342   |
| Halcones F.C.        | 2 - 0 | Mictlán    | Comunal de La Mesilla | 7 de abril | 15:15 | 126   |
| Comunicaciones       | 2 - 0 | Municipal  | Cementos Progreso     | 7 de abril | 18:00 | 7,188 |

| Malacateco     | 2-1   | Suchitepéquez        | Santa Lucía             | 13 de abril | 15:00 | 682   |
| Petapa         | 1 - 0 | Heredia              | Julio Armando Cobar     | 13 de abril | 20:00 | 1,638 |
| Xelajú MC      | 3 - 2 | Halcones F.C.        | Mario Camposeco         | 13 de abril | 20:00 | 3,682 |
| Marquense      | 3 - 1 | Juventud Escuintleca | Marquesa de la Ensenada | 14 de abril | 11:00 | 706   |
| Municipal      | 4 - 0 | Mictlán              | Manuel Felipe Carrera   | 14 de abril | 11:00 | 1,662 |
| Universidad SC | 4 - 3 | Comunicaciones       | Revolución              | 14 de abril | 11:05 | 1,470 |

| Municipal            | 1 - 3 | Universidad SC | Manuel Felipe Carrera | 17 de abril | 12:30 | 2,089 |
| Heredia              | 3 - 3 | Comunicaciones | Del Monte             | 17 de abril | 15:00 | 1,540 |
| Mictlán              | 2 - 0 | Xelajú MC      | La Asunción           | 17 de abril | 15:00 | 517   |
| Halcones F.C.        | 3 - 1 | Marquense      | Comunal de La Mesilla | 17 de abril | 15:15 | 111   |
| Juventud Escuintleca | 0 - 1 | Malacateco     | Armando Barillas      | 17 de abril | 20:00 | 568   |
| Suchitepéquez        | 2 - 0 | Petapa         | Carlos Salazar Hijo   | 17 de abril | 20:00 | 585   |

| Malacateco     | 1 - 0 | Halcones F.C.        | Santa Lucía             | 20 de abril | 15:00 | 469   |
| Universidad SC | 2 - 2 | Heredia              | Revolución              | 20 de abril | 15:05 | 488   |
| Comunicaciones | 0 - 2 | Suchitepéquez        | Cementos Progreso       | 20 de abril | 18:00 | 602   |
| Petapa         | 3 - 1 | Juventud Escuintleca | Julio Armando Cobar     | 20 de abril | 20:00 | 1,415 |
| Marquense      | 5 - 1 | Mictlán              | Marquesa de la Ensenada | 21 de abril | 11:00 | 1,256 |
| Xelajú MC      | 1 - 0 | Municipal            | Mario Camposeco         | 21 de abril | 18:00 | 6,785 |

| Suchitepéquez        | 2 - 1 | Universidad SC | Carlos Salazar Hijo   | 27 de abril | 18:00 | 642   |
| Xelajú MC            | 1 - 2 | Marquense      | Mario Camposeco       | 27 de abril | 20:00 | 5,604 |
| Mictlán              | 2 - 1 | Malacateco     | La Asunción           | 28 de abril | 11:00 | 564   |
| Municipal            | 1 - 3 | Heredia        | Manuel Felipe Carrera | 28 de abril | 11:00 | 1,691 |
| Juventud Escuintleca | 0 - 3 | Comunicaciones | Israel Barrios        | 28 de abril | 12:00 | 600   |
| Halcones F.C.        | 3 - 1 | Petapa         | Comunal de La Mesilla | 28 de abril | 15:15 | 117   |

| Marquense      | 0 - 0 | Municipal            | Marquesa de la Ensenada | 4 de mayo | 12:00 | 2,094 |
| Malacateco     | 0 - 0 | Xelajú MC            | Santa Lucía             | 4 de mayo | 15:00 | 986   |
| Universidad SC | 2 - 0 | Juventud Escuintleca | Revolución              | 4 de mayo | 15:05 | 728   |
| Comunicaciones | 2 - 0 | Halcones F.C.        | Cementos Progreso       | 4 de mayo | 18:00 | 1,151 |
| Petapa         | 1 - 1 | Mictlán              | Julio Armando Cobar     | 4 de mayo | 20:00 | 1,829 |
| Heredia        | 4 - 2 | Suchitepéquez        | Del Monte               | 5 de mayo | 12:00 | 703   |

| Xelajú MC            | 2-0 | Petapa         | Mario Camposeco         | 11 de mayo | 20:00 | 3,342 |
| Marquense            | 4-1 | Malacateco     | Marquesa de la Ensenada | 12 de mayo | 11:00 | 1,355 |
| Mictlán              | 0-2 | Comunicaciones | La Asunción             | 12 de mayo | 11:00 | 1,440 |
| Municipal            | 3-2 | Suchitepéquez  | Manuel Felipe Carrera   | 12 de mayo | 11:00 | 1,372 |
| Juventud Escuintleca | 2-0 | Heredia        | Armando Barillas        | 12 de mayo | 13:00 | 182   |
| Halcones F.C.        | 1-0 | Universidad SC | Comunal de La Mesilla   | 12 de mayo | 15:15 | 147   |

| Suchitepéquez  | 2-1 | Juventud Escuintleca | Carlos Salazar Hijo | 18 de mayo | 13:30 | 681   |
| Malacateco     | 1-0 | Municipal            | Santa Lucía         | 18 de mayo | 15:00 | 1,323 |
| Comunicaciones | 1-0 | Xelajú MC            | Cementos Progreso   | 18 de mayo | 18:00 | 2,507 |
| Petapa         | 2-1 | Marquense            | Julio Armando Cobar | 18 de mayo | 20:00 | 1,838 |
| Universidad SC | 3-1 | Mictlán              | Revolución          | 19 de mayo | 11:05 | 830   |
| Heredia        | 5-0 | Halcones F.C.        | Del Monte           | 19 de mayo | 12:00 | 520   |

| Marquense     | 0-1 | Comunicaciones       | Marquesa de la Ensenada | 25 de mayo | 12:00 | 1,776 |
| Municipal     | 2-1 | Juventud Escuintleca | Manuel Felipe Carrera   | 26 de mayo | 11:00 | 678   |
| Mictlán       | 1-1 | Heredia              | La Asunción             | 26 de mayo | 11:00 | 574   |
| Malacateco    | 0-0 | Petapa               | Santa Lucía             | 26 de mayo | 15:00 | 628   |
| Halcones F.C. | 2-0 | Suchitepéquez        | Comunal de La Mesilla   | 26 de mayo | 15:15 | 200   |
| Xelajú MC     | 4-0 | Universidad SC       | Mario Camposeco         | 26 de mayo | 18:00 | 2,561 |

| Petapa               | 1-2 | Municipal     | Julio Armando Cobar | 2 de junio | 11:00 | 4,100 |
| Comunicaciones       | 1-1 | Malacateco    | Cementos Progreso   | 2 de junio | 11:00 | 3,419 |
| Universidad SC       | 3-2 | Marquense     | Revolución          | 2 de junio | 11:00 | 1,507 |
| Suchitepéquez        | 2-1 | Mictlán       | Carlos Salazar Hijo | 2 de junio | 11:00 | 1,001 |
| Juventud Escuintleca | 0-1 | Halcones F.C. | Armando Barillas    | 2 de junio | 11:00 | 51    |
| Heredia              | 5-0 | Xelajú MC     | Del Monte           | 2 de junio | 11:00 | 831   |

## Líderes Individuales
Estos fueron los líderes de goleo y porteros menos vencidos.

### Trofeo Juan Carlos Plata
Posiciones Finales.
| N.º | Jugador              | Goles | Penales | Equipo                                |
| --- | -------------------- | ----- | ------- | ------------------------------------- |
|     | Fernando Gallo       | 12    | 0       | Universidad de San Carlos             |
| 2   | Terencio de Oliveira | 11    | 2       | Deportivo Marquense                   |
| 2   | Carlos Asprilla      | 11    | 0       | Deportivo Mictlán                     |
| 4   | Igor De Souza        | 10    | 3       | Heredia Jaguares                      |
| 5   | Wilber Pérez         | 9     | 0       | Club Social y Deportivo Suchitepéquez |
| 5   | Carlos Kamiani Félix | 9     | 0       | Universidad de San Carlos             |
| 5   | Ronald Hérnandez     | 9     | 3       | Halcones Fútbol Club                  |
| 5   | Charles Córdova      | 9     | 0       | Heredia Jaguares                      |

### Trofeo Josue Danny Ortiz
Posiciones Finales.
| N.º | Jugador             | Partidos | Goles | Promedio | Equipo                                 |
| --- | ------------------- | -------- | ----- | -------- | -------------------------------------- |
|     | Juan José Paredes   | 17.44    | 6     | 0.34     | Club Social y Deportivo Comunicaciones |
| 2   | Víctor Manuel Ayala | 22       | 18    | 0.82     | Deportivo Malacateco                   |
| 3   | José Calderón       | 21       | 23    | 1.10     | Heredia                                |

## Fase Final
|  | Cuartos de final | Cuartos de final | Cuartos de final | Cuartos de final | Cuartos de final |   |   | Semifinales    | Semifinales | Semifinales | Semifinales | Semifinales |  |   | Final          | Final | Final | Final | Final |  |
|  |                  |                  |                  |                  |                  |   |   |                |             |             |             |             |  |   |                |       |       |       |       |  |
|  |                  |                  |                  |                  |                  |   |   |                |             |             |             |             |  |   |                |       |       |       |       |  |
|  | 1                | Comunicaciones   | 2                | 2                | 4                |   |   |                |             |             |             |             |  |   |                |       |       |       |       |  |
|  | 1                | Comunicaciones   | 2                | 2                | 4                |   |   |                |             |             |             |             |  |   |                |       |       |       |       |  |
|  | 8                | Xelajú M.C.      | 1                | 1                | 2                |   |   |                |             |             |             |             |  |   |                |       |       |       |       |  |
|  | 8                | Xelajú M.C.      | 1                | 1                | 2                |   | 1 | Comunicaciones | 1           | 2           | 3           |             |  |   |                |       |       |       |       |  |
|  |                  |                  |                  |                  |                  |   | 1 | Comunicaciones | 1           | 2           | 3           |             |  |   |                |       |       |       |       |  |
|  |                  |                  | 6                | Marquense        | 1                | 1 | 2 |                |             |             |             |             |  |   |                |       |       |       |       |  |
|  | 3                | Malacateco       | 6                | Marquense        | 1                | 1 | 2 | 0              | 3           | 3           |             |             |  |   |                |       |       |       |       |  |
|  | 3                | Malacateco       |                  |                  |                  |   |   |                |             | 3           |             |             |  |   |                |       |       |       |       |  |
|  | 6                | Marquense        | 2                | 3                | 5                |   |   |                |             |             |             |             |  |   |                |       |       |       |       |  |
|  | 6                | Marquense        | 2                | 3                | 5                |   |   |                |             |             |             |             |  | 1 | Comunicaciones | 2     | 0     | 2     |       |  |
|  |                  |                  |                  |                  |                  |   |   |                |             |             |             |             |  | 1 | Comunicaciones | 2     | 0     | 2     |       |  |
|  |                  |                  | 2                | Heredia          | 1                | 0 | 1 |                |             |             |             |             |  |   |                |       |       |       |       |  |
|  | 2                | Heredia          | 2                | Heredia          | 1                | 0 | 1 | 1              | 2           | 3           |             |             |  |   |                |       |       |       |       |  |
|  | 2                | Heredia          |                  |                  |                  |   |   |                |             | 3           |             |             |  |   |                |       |       |       |       |  |
|  | 7                | Universidad SC   | 2                | 0                | 2                |   |   |                |             |             |             |             |  |   |                |       |       |       |       |  |
|  | 7                | Universidad SC   | 2                | 0                | 2                |   | 2 | Heredia        | 0           | 4           | 4           |             |  |   |                |       |       |       |       |  |
|  |                  |                  |                  |                  |                  |   | 2 | Heredia        | 0           | 4           | 4           |             |  |   |                |       |       |       |       |  |
|  |                  |                  | 5                | Halcones F.C.    | 2                | 1 | 3 |                |             |             |             |             |  |   |                |       |       |       |       |  |
|  | 4                | Suchitepéquez    | 5                | Halcones F.C.    | 2                | 1 | 3 | 1              | 1           | 2           |             |             |  |   |                |       |       |       |       |  |
|  | 4                | Suchitepéquez    |                  |                  |                  |   |   |                |             | 2           |             |             |  |   |                |       |       |       |       |  |
|  | 5                | Halcones F.C.    | 3                | 1                | 4                |   |   |                |             |             |             |             |  |   |                |       |       |       |       |  |
|  | 5                | Halcones F.C.    | 3                | 1                | 4                |   |   |                |             |             |             |             |  |   |                |       |       |       |       |  |
|  |                  |                  |                  |                  |                  |   |   |                |             |             |             |             |  |   |                |       |       |       |       |  |

|                                    |
| Comunicaciones Campeón 26° Título. |
|                                    |

## Tabla acumulada
|  | Pos. | Equipos              | PJ | PG | PE | PP | GF | GC | Dif. | PTS | Clasificación                            |
|  | ---- | -------------------- | -- | -- | -- | -- | -- | -- | ---- | --- | ---------------------------------------- |
|  | 1º   | Comunicaciones       | 44 | 28 | 10 | 6  | 69 | 30 | +39  | 94  | Liga de Campeones de la Concacaf 2013-14 |
|  | 2º   | Heredia              | 44 | 21 | 11 | 12 | 77 | 49 | +28  | 74  | Liga de Campeones de la Concacaf 2013-14 |
|  | 3º   | Halcones La Mesilla  | 44 | 19 | 9  | 16 | 59 | 52 | +7   | 66  |                                          |
|  | 4º   | Malacateco           | 44 | 17 | 12 | 14 | 50 | 43 | +7   | 66  |                                          |
|  | 5º   | Xelajú MC            | 44 | 20 | 6  | 18 | 59 | 59 | 0    | 66  |                                          |
|  | 6º   | Municipal            | 44 | 16 | 13 | 15 | 65 | 50 | +15  | 61  |                                          |
|  | 7º   | Suchitepéquez        | 44 | 17 | 10 | 17 | 67 | 70 | -3   | 61  |                                          |
|  | 8º   | Marquense            | 44 | 16 | 10 | 18 | 61 | 53 | +8   | 58  |                                          |
|  | 9°   | Universidad SC       | 44 | 14 | 9  | 21 | 60 | 70 | -10  | 51  |                                          |
|  | 10º  | Mictlán              | 44 | 14 | 9  | 21 | 45 | 70 | -25  | 51  |                                          |
|  | 11º  | Petapa               | 44 | 13 | 9  | 22 | 48 | 74 | -26  | 48  | Primera División 2013-14                 |
|  | 12º  | Juventud Escuintleca | 44 | 11 | 6  | 27 | 41 | 81 | -40  | 39  | Primera División 2013-14                 |
|  |      |                      |    |    |    |    |    |    |      |     |                                          |